# Erling Hanson
Erling Hanson (* 1. Mai 1888 in Christiania, Norwegen; † 16. August 1978 in Oslo, Norwegen) war ein norwegischer Schauspieler.

## Leben
Hanson begann seine Filmkarriere in Deutschland, wo er von 1920 bis 1924 in sieben Stummfilmen mitwirkte. Anschließend trat er von 1941 bis 1944 in fünf norwegischen Filmen auf.
Hanson starb im Alter von 90 Jahren.

## Filmografie
- 1920: Anna Boleyn
- 1920: Blätter aus dem Buche Satans
- 1921: Des Lebens und der Liebe Wellen
- 1921: Die treibende Kraft
- 1921: Das Geheimnis der Mumie
- 1922: Die sterbende Stadt
- 1924: Der Sprung ins Leben
- 1925: Der Mann um Mitternacht
- 1941: Gullfjellet
- 1941: Hansen og Hansen
- 1942: Det æ’kke te å tru
- 1943: Den nye lægen
- 1944: Kommer du, Elsa?